# Công quốc Bayern
Công quốc Bayern (tiếng Đức: Herzogtum Bayern; tiếng Latinh: Ducatus Bavariae) là một công quốc Đức trong Đế chế La Mã thần thánh. Hình thành từ vùng lãnh thổ định cư của các bộ tộc người Bayern ở vùng biên giới ở phía đông nam của vương quốc Frank dưới thời vương triều Meroving từ thế kỷ VI đến thế kỷ VIII. Các bộ tộc này về danh nghĩa thần phục đế chế Frank và được cai trị bởi các thủ lĩnh được vua Frank phong tước hiệu dux. Khi Đế chế Carolus suy tàn vào cuối thế kỷ IX, lãnh thổ của các bộ tộc người Bayern trở thành một trong những công quốc bộ tộc của vương quốc Đông Francia mà sau này phát triển thành Vương quốc Đức và Đế chế La Mã thần thánh.
Trong các cuộc nội chiến dưới triều đại nhà Otto, lãnh thổ Bayern bị suy giảm đáng kể do sự chia tách của Công quốc Carinthia mới thành lập vào năm 976. Từ năm 1070 đến 1180, Hoàng đế La Mã Thần thánh một lần nữa bị Bayern phản đối mạnh mẽ, đặc biệt là từ nhà Welf. Trong cuộc xung đột cuối cùng giữa nhà Welf và nhà Hohenstaufen, Công tước Heinrich Sư tử đã bị Hoàng đế Frederick Barbarossa tước quyền cai trị ở các thái ấp Bayern và Sachen. Frederick đã chuyển Bayern cho Nhà Wittelsbach, gia tộc này đã giữ nó cho đến năm 1918. Công quốc Bayern được nâng lên thành Tuyển hầu quốc trong Chiến tranh Ba Mươi Năm vào năm 1623.

## Địa lý
Công quốc bộ lạc Bayern thời trung cổ nằm ở vùng Đông Nam nước Đức ngày nay và hầu hết các vùng của Áo dọc theo sông Danube đến biên giới Hungary, sau đó chạy dọc theo nhánh sông Leitha ở phía đông. Nó bao gồm các vùng Altbayern của bang Bayern hiện đại, với các vùng đất của huyện biên giới Nordgau (Thượng Pfalz sau này), nhưng không có các vùng Schwaben và Franken. Việc Công quốc Carinthia bị chia cắt vào năm 976 dẫn đến việc mất các lãnh thổ rộng lớn ở phía Đông dãy Alps bao gồm các bang Kärnten và Steiermark ngày nay của Áo cũng như vùng phụ cận Carniolan thuộc Slovenia ngày nay. Phiên hầu quốc Áo — vùng tương ứng với bang Hạ Áo hiện nay — cũng chính thức trở thành một công quốc vào năm 1156.
Qua nhiều thế kỷ, một số lãnh thổ tiếp tục ly khai trong lãnh thổ của công quốc bộ lạc, chẳng hạn như Bá quốc Tirol hoặc Tổng giáo phận vương quyền Salzburg, đã giành được vị trí trực thuộc Hoàng gia. Từ năm 1500, một số quốc gia trực thuộc hoàng gia này là thành viên của Vùng đế chế Bayern của Đế chế La Mã Thần thánh.

## Lịch sử

### Các công quốc bộ lạc cổ
Nguồn gốc của công quốc Bayern cổ có thể được bắt nguồn từ năm 551/555. Trong cuốn Getica của mình, sử gia Jordanes viết: "Khu vực đó của người Swabia có người Baiuvarii ở phía đông, người Frank ở phía tây..."

#### Gia tộc Agilolfing
Cho đến khi công quốc đầu tiên kết thúc, tất cả nhà cai trị đều xuất thân từ gia tộc Agilolfinger. Người Bavaria sau đó đã chiếm lĩnh khu vực này từ Huyện biên giới Nordgau dọc theo sông Naab (sau này được gọi là Thượng Pfalz) cho đến sông Enns ở phía đông và về phía nam qua đèo Brenner đến Thượng nguồn sông Adige ở Nam Tyrol ngày nay. Công tước đầu tiên theo ghi chép lại là Garibald I, một người Frank thuộc gia tộc Agilolfing, người đã cai trị từ năm 555 trở đi với tư cách là một chư hầu gần như độc lập của vương triều Meroving.
Ở biên giới phía đông, những thay đổi đã xảy ra với sự di cư của các bộ lạc người Lombard Tây Đức từ bồn địa Pannonia đến miền bắc nước Ý vào năm 568 và người Avar đã thế chỗ họ cũng như sự định cư của người Séc Tây Slav ở vùng lân cận bên ngoài rừng Bohemia cùng lúc đó. Vào khoảng năm 743, công tước Odilo của Bayern đã biến các công tước người Slav thành chư hầu của Carantania (huyện biên giới Carinthia sau này), đây là những người đã yêu cầu ông bảo vệ chống lại quân Avar xâm lược. Nơi ở của các công tước gia tộc Agilolfing phần lớn độc lập khi đó là Regensburg, Castra Regina của La Mã trước đây nằm trên sông Danube.
Trong thời kỳ Cơ đốc hóa, Giám mục Corbinia đã đặt nền móng cho Giáo phận Freising sau này trước năm 724; Thánh Kilian vào thế kỷ thứ 7 từng là nhà truyền giáo của lãnh thổ Franken ở phía bắc, sau đó được cai trị bởi Công tước Thuringia, nơi Boniface thành lập Giáo phận Würzburg vào năm 742. Tại vùng đất Alamannia (Swabia) liền kề ở phía tây sông Lech, Augsburg từng là nơi của giám mục. Khi Boniface thành lập Giáo phận Passau vào năm 739, ông đã có thể xây dựng dựa trên các truyền thống Cơ đốc giáo sơ khai ở địa phương. Ở phía nam, Thánh Rupert đã thành lập Giáo phận Salzburg vào năm 696, có lẽ sau khi ông đã làm lễ rửa tội cho Công tước Theodo xứ Bayern tại cung điện của mình ở Regensburg, trở thành "Tông đồ Bayern". Năm 798, Giáo hoàng Leo III thành lập Giáo tỉnh Bayern với Salzburg là Giám mục đô thành và Regensburg, Passau, Freising và Säben (sau này là Brixen) là các giáo phận toà phó giám mục.

### Nhà Carolus
Với sự trỗi dậy của Đế chế Frank dưới triều đại Carolus, quyền tự trị của các công tước Bayern dưới thời Merowinger bị chấm dứt: Năm 716, người Carolus đã hợp nhất các vùng đất Franken ở phía bắc trước đây do các Công tước Thuringia nắm giữ, nhờ đó các giám mục Würzburg đã giành được vị trí thống trị. Ở phía tây, Quản thừa của nhà Carolus là Carloman đã đàn áp cuộc nổi dậy cuối cùng của người Alamannia tại 746 Pháp đình máu Cannstatt. Công quốc bộ lạc của bộ lạc cuối cùng được hợp nhất là Bayern vào năm 788, sau khi Công tước Tassilo III cố gắng duy trì nền độc lập của mình một cách vô ích thông qua liên minh với người Lombard. Cuộc chinh phục Vương quốc Lombardia của Charlemagne kéo theo sự sụp đổ của Tassilo, người bị phế truất vào năm 788. Bayern sau đó được quản lý bởi các quận trưởng người Frank.

### Các công quốc bộ lạc mới

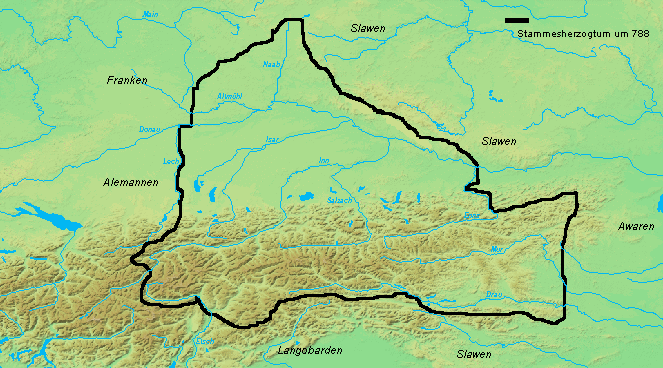
Bayern khoảng 788

Trong Ordinatio Imperii năm 817 của mình, con trai của Charlemagne và Hoàng đế kế vị Louis Mộ Đạo đã cố gắng duy trì sự thống nhất của Đế chế Carolus: trong khi quyền lực đế quốc khi ông qua đời được truyền cho con trai cả Lothair I, những người em trai sẽ tiếp nhận các vương quốc nhỏ hơn. Từ năm 825, Ludwig Người Đức tự phong mình là "Vua của Bayern" trong lãnh thổ trở thành trung tâm quyền lực của mình. Khi hai anh em chia cắt Đế quốc theo Hiệp ước Verdun 843, Bayern trở thành một phần của Đông Francia dưới thời Vua Ludwig Người Đức, người sau khi chết đã truyền lại tước hiệu hoàng gia Bayern cho con trai cả Carloman vào năm 876. Con trai ruột của Carloman là Arnulf xứ Kärnten vốn được nuôi dưỡng tại vùng đất Carantania trước đây, được bảo đảm quyền sở hữu huyện biên giới Kärnten sau cái chết của cha ông vào năm 880 và trở thành Vua của Đông Francia vào năm 887. Kärnten và Bayern là trung tâm quyền lực của ông, với Regensburg là nơi đặt bộ máy cai trị.
Chủ yếu nhờ sự ủng hộ của người Bayern, Arnulf có thể chống lại Charles vào năm 887 và đảm bảo cho việc bầu chọn ông làm vua Đức vào năm sau. Năm 899, Bayern được trao cho Ludwig Trẻ con. Trong thời gian trị vì của Ludwig Trẻ con, người Hungary liên tục xảy ra sự tàn phá Bayern. Việc chống xâm lược dần trở nên yếu ớt và vào ngày 5 tháng 7 năm 907, gần như toàn bộ bộ tộc Bayern đã bỏ mạng trong trận Pressburg.
Trong thời trị vì của Ludwig Trẻ con, Luitpold, Bá tước Scheyern, người sở hữu các lãnh thổ rộng lớn của Bayern, cai trị Huyện biên giới Carinthia ở biên giới phía đông nam, vốn đóng vai trò bảo vệ Bayern. Ông chết trong trận chiến lớn năm 907, nhưng con trai của ông là Arnulf, hiệu là Tồi tệ, tập hợp những tàn dư của bộ tộc liên minh với người Hungary và trở thành công tước của Bayern vào năm 911, thống nhất Bayern và Carinthia. Vua Đức Conrad I đã tấn công Arnulf nhưng không thành công khi ông ta từ chối thần phục vua Đức.

#### Nhà Luitpoldinger và nhà Otto

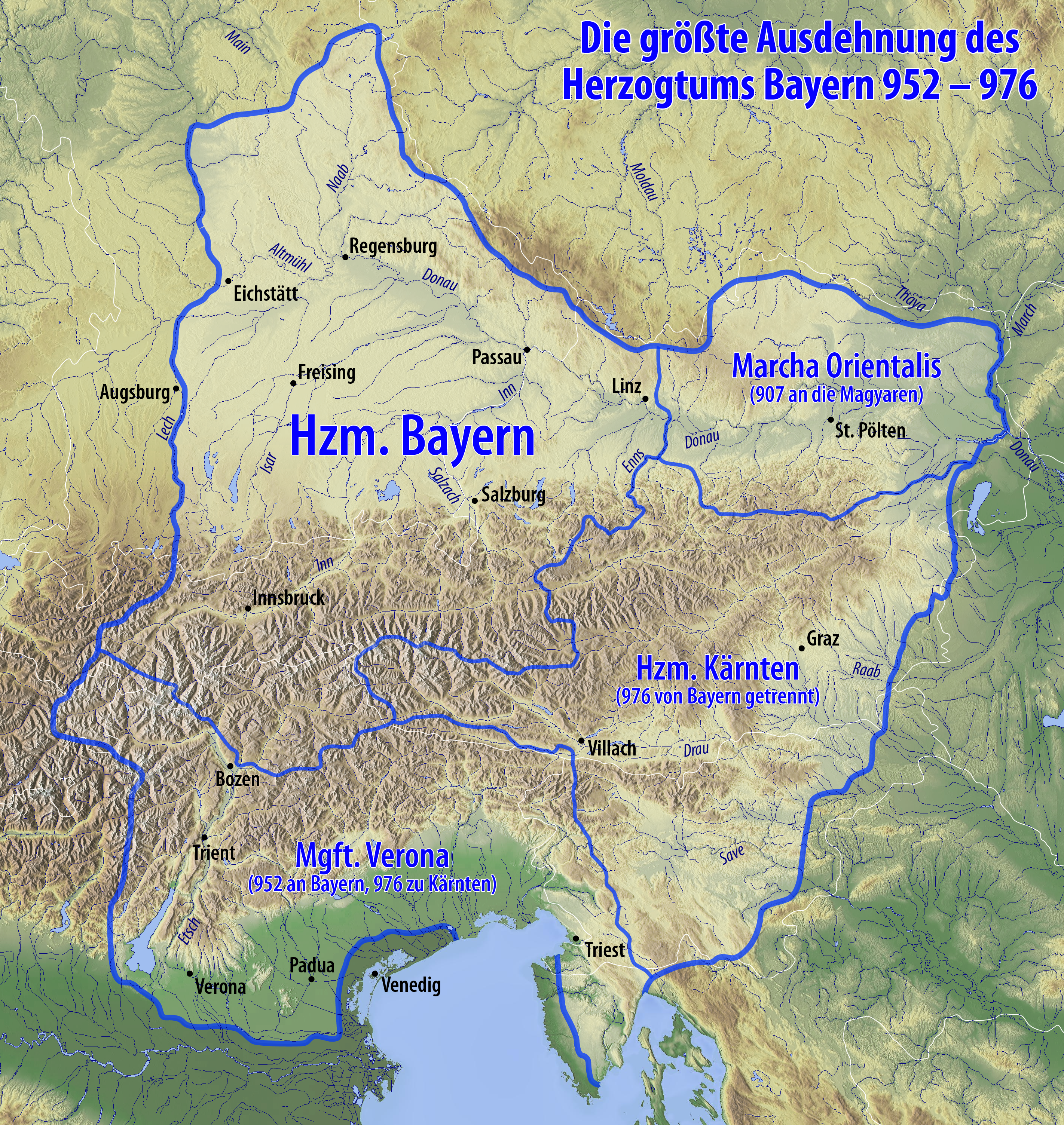
Bayern năm 976, với các huyện biên giới Áo, Kärnten và Verona

Triều đại nhà Carolus ở Đông Francia kết thúc vào năm 911 khi con trai của Arnulf, Vua Ludwig Trẻ con chết mà không có người thừa kế. Việc quyền lực trung ương không còn dẫn đến một sự củng cố mới của các công quốc bộ lạc Đức. Đồng thời, Đông Francia đã phải đối mặt với mối đe dọa ngày càng tăng từ các cuộc xâm lược của Hungary, đặc biệt là ở huyện biên giới Áo của Bayern (marchia orientalis) bên ngoài sông Enns. Năm 907, quân đội của Luitpold, Phiên hầu tước Bayern đã bị thất bại nặng nề trong trận Pressburg. Bản thân Luitpold đã bị giết tại trận và con trai của ông ta là Arnulf Tồi tệ nhận tước vị công tước, trở thành Công tước đầu tiên của Bayern từ thời nhà Luitpoldinger. Tuy nhiên, huyện biên giới Áo vẫn bị người Hungary chiếm và các vùng đất của người Pannonia đã bị mất một cách rõ ràng.
Tuy nhiên, sự tự tin của các công tước Bayern là một vấn đề tranh chấp liên tục trong Vương quốc Đức mới thành lập: Eberhard, con trai của Công tước Arnulf, bị vua Otto I của Đức phế truất năm 938; ông đã được kế vị bởi em trai của mình Berthold. Năm 948, Vua Otto cuối cùng đã tước quyền của nhà Luitpoldinger và phong em trai mình là Henry I làm công tước Bayern. Người thừa kế thứ yếu của Công tước Berthold, Henry III, đã được phong tước sứ quân của công tước Bayern. Nỗ lực cuối cùng của nhà Luitpoldinger nhằm giành lại quyền lực bằng cách tham gia cuộc nổi dậy của con trai Vua Otto, Công tước Liudolf xứ Schwaben đã bị dập tắt vào năm 954.
Năm 952, Công tước Henry I cũng nhận được Huyện biên giới Verona ở Ý, nơi mà Otto I đã chiếm được từ Vua Berengar II của Ý. Ông vẫn phải đối phó với mối đe dọa từ Hungary, mối đe dọa này vẫn chưa bị loại bỏ cho đến khi Vua Otto chiến thắng trong trận Lechfeld năm 955. Người Magyar rút lui sau các sông Leitha và Morava, tạo điều kiện cho làn sóng Ostsiedlung thứ hai của Đức tràn vào các khu vực thuộc Hạ Áo, Istria và Carniola ngày nay. Mặc dù được cai trị bởi hậu duệ của Henry I, một nhánh con thứ của vương triều Sachsen, cuộc xung đột giữa các công tước xứ Bayern với triều đình Đức (từ năm 962: Đế quốc La Mã Thần thánh) vẫn tiếp diễn: năm 976, Hoàng đế Otto II phế truất người anh họ nổi loạn là Công tước Henry II của Bayern và thành lập Công quốc Kärnten trên lãnh thổ cũ của Bayern mà vốn đã được trao cho cựu sứ quân của nhà Luitpoldinger là Henry III, người cũng trở thành Phiên hầu tước Verona. Mặc dù Henry II đã hòa giải với người vợ góa của Hoàng đế Otto là Theophanu vào năm 985 và giành lại công quốc của mình, quyền lực của các công tước Bayern ngày càng suy giảm do sự trỗi dậy của Nhà Babenberg ở Franken, cai trị với tên gọi Các phiên hầu tước Áo (Ostarrichi), những người ngày càng độc lập hơn.

#### Nhà Welf

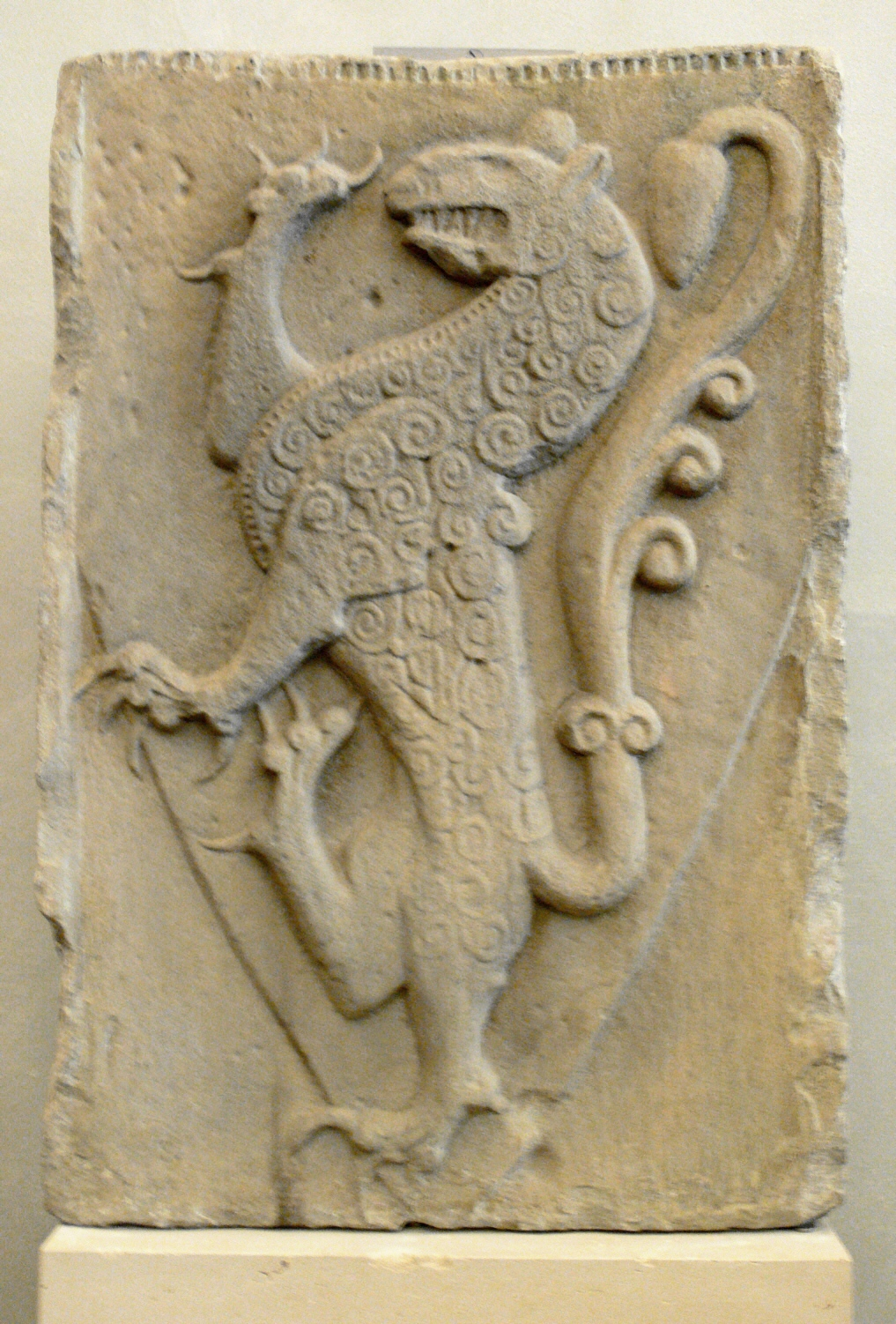
Gia huy của nhà Welf

Công tước nha Otto cuối cùng, con trai của Heinrich II là Heinrich III được bầu làm Vua của người La Mã vào năm 1002. Có thời điểm, công quốc được cai trị bởi các vị vua Đức trong liên minh cá nhân, bởi các công tước chư hầu hoặc thậm chí bởi các con trai của hoàng đế, một truyền thống được duy trì bởi Những người kế vị nhà Salier của Heinrich. Thời kỳ này chứng kiến sự trỗi dậy của nhiều gia đình quý tộc, chẳng hạn như Bá tước Andechs hay Nhà Wittelsbach. Năm 1061, hoàng hậu Agnes xứ Poitou cấp thái ấp cho bá tước Sachsen Otto xứ Nordheim. Tuy nhiên, con trai của bà là Vua Heinrich IV một lần nữa chiếm giữ công quốc bằng các lý do ngụy biện, dẫn đến Cuộc nổi dậy Saxon năm 1073. Heinrich giao Bayern cho Welf, một người thuộc dòng dõi Nhà Este ở Verona và là tổ tiên của nhà Welf, gia tộc này trị vì công quốc không liên tục trong 110 năm tiếp theo.
Chỉ khi việc thiết lập sự cai trị của nhà Guelph (một dạng tiếng Ý của tên của Nhà Welf) với tư cách là công tước từ năm 1070 bởi Heinrich IV, thì sự xuất hiện trở lại của các công tước Bayern. Giai đoạn này được đặc trưng bởi cuộc tranh cãi việc bổ nhiệm giáo sĩ giữa Hoàng đế và Giáo hoàng. Nó củng cố sự cai trị của nhà Guelph thông qua việc đứng về phía giáo hoàng.
Một cuộc xung đột với vương triều Hohenstaufen ở Schwaben trong việc bầu chọn nhà vua đã khiến Conrad III (nhà Staufer) theo ý nhà vua nhưng thực tế là Bayern đã được trao cho nhà Babenberg năm 1139. Khu vực Schwaben nằm dưới thời trị vì của vua Staufer phần lớn nông thôn. Càng ngày, Franken cũng trở thành trung tâm quyền lực của nhà Staufer. Franken giành được vị trí thống trị của Giám mục Würzburg khi thành lập giáo phận Bamberg, và những người cai trị thế tục mới đã mất lần thứ 1007 Frederick I Barbarossa nhà Hohenstaufen đã cố gắng hòa giải với người nhà Guelph và vào năm 1156 đã trao trả lại Marcha Orientalis cho Bayern. Heinrich Sư tử nhà Guelph.
Marcha Orientalis tách rời là nhà Babenberg với tư cách là Công quốc mới có đặc quyền đặc biệt đối với hạt nhân của Áo (Ostarrichi) sau này. Heinrich Sư tử đã thành lập nhiều thành phố, trong đó có Munich vào năm 1158. Ông là người cai trị hai công quốc Sachsen và Bayern, ông đã xung đột với Frederick I Barbarossa. Với sự trục xuất của Heinrich Sư tử và sự tách biệt của Steiermark thành một công quốc riêng biệt vào năm 1180, công quốc bộ lạc đã kết thúc.

### Nhà Wittelsbach

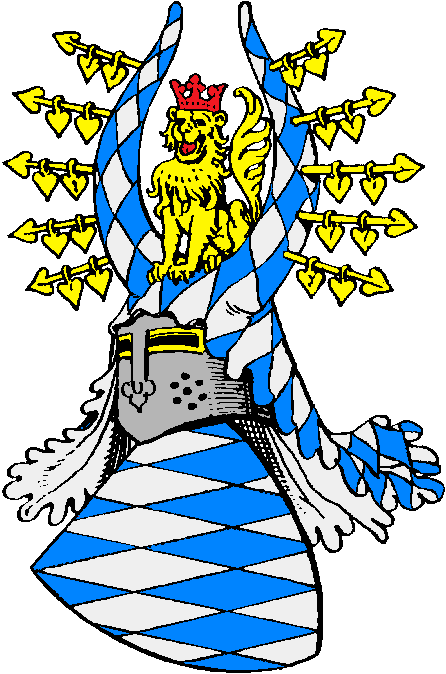
Gia huy của các bá tước Bogen, sau này là Nhà Wittelsbach

Từ năm 1180 đến năm 1918, nhà Wittelsbach là gia tộc cai trị Bayern với tư cách là công tước, sau đó là tuyển hầu tước và vua. Khi Sứ quân Bá tước Otto VI. Wittelsbach trở thành Otto I, Công tước Bayern vào năm 1180, ngân khố của nhà Wittelsbach khá thấp. Trong những năm tiếp theo, ngân khố đã tăng lên đáng kể nhờ mua bán, kết hôn và thừa kế. Đất mới thu được không còn được cho làm thái ấp nữa mà do những người hầu quản lý. Ngoài ra, các gia tộc quyền lực như các bá tước nhà Andech đã chết trong thời kỳ này. Con trai của Otto là Ludwig I nhà Wittelsbach được phong tước Sứ quân Bá tước sông Rhine năm 1214.
Nhà Wittelsbach không có sự ưu tiên con trưởng kế vị như nhiều chính quyền đương thời nên vào năm 1255, đã có sự phân chia lãnh thổ thành Thượng Bayern là lãnh địa sứ quân và Nordgau (trung tâm ở Munich) và Hạ Bayern (ở Landshut và Burghausen). Ngày nay vẫn có sự phân biệt giữa vùng Thượng và Hạ Bayern (xem Regierungsbezirke).

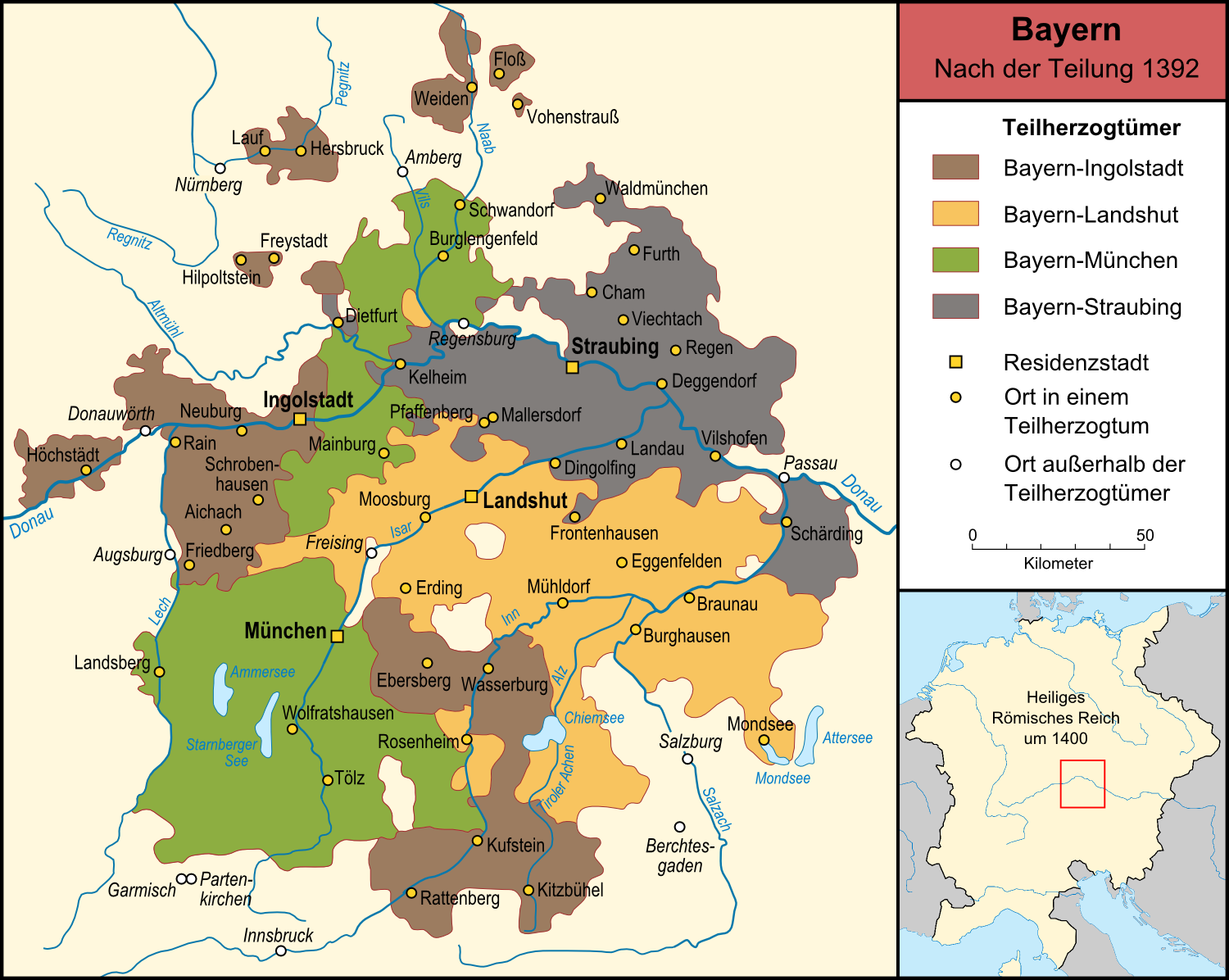
Lãnh thổ Bayern sau phân chia vào năm 1392

Bất chấp sự phân chia dù mới chỉ thống nhất trong một khoảng thời gian ngắn ngủi, Bayern đã đạt được đỉnh cao quyền lực mới với Ludwig IV, Hoàng đế La Mã Thần thánh, người trở thành hoàng đế đầu tiên của nhà Wittelsbach vào năm 1328. Các khu vực mới giành được gồm Brandenburg (1323), Tyrol (1342) và các tỉnh Hà Lan như Holland, Zeeland và Friesland và Hainaut (1345). Các tỉnh này đã bị mất dưới thời những người kế vị của ông. Năm 1369, Tyrol được sáp nhập thông qua Hiệp ước Schärding với nhà Habsburg. Những kỵ sĩ người Luxembourg tiếp nối vào năm 1373 và các tỉnh của Hà Lan rơi vào tay Công quốc Bourgogne vào năm 1436. Trong Hiệp ước Pavia năm 1329, Hoàng đế Ludwig đã phân chia quyền sở hữu trong một vùng lãnh địa sứ quân với lãnh địa sứ quân sông Rhine gọi là Thượng Pfalz sau này. Do đó, tước hiệu Tuyển hầu tước của lãnh địa sứ quân từ đó trở đi cũng không còn. Sự công nhận quyền thống trị của Công tước Bayern vào năm 1275 cũng bị giới hạn, Salzburg thuộc Bayern cuối cùng cũng tách ra khi Tổng giám mục Salzburg ban hành luật pháp quốc gia riêng vào năm 1328. Salzburg trở thành một quốc gia gần như độc lập trong Đế chế La Mã Thần thánh.

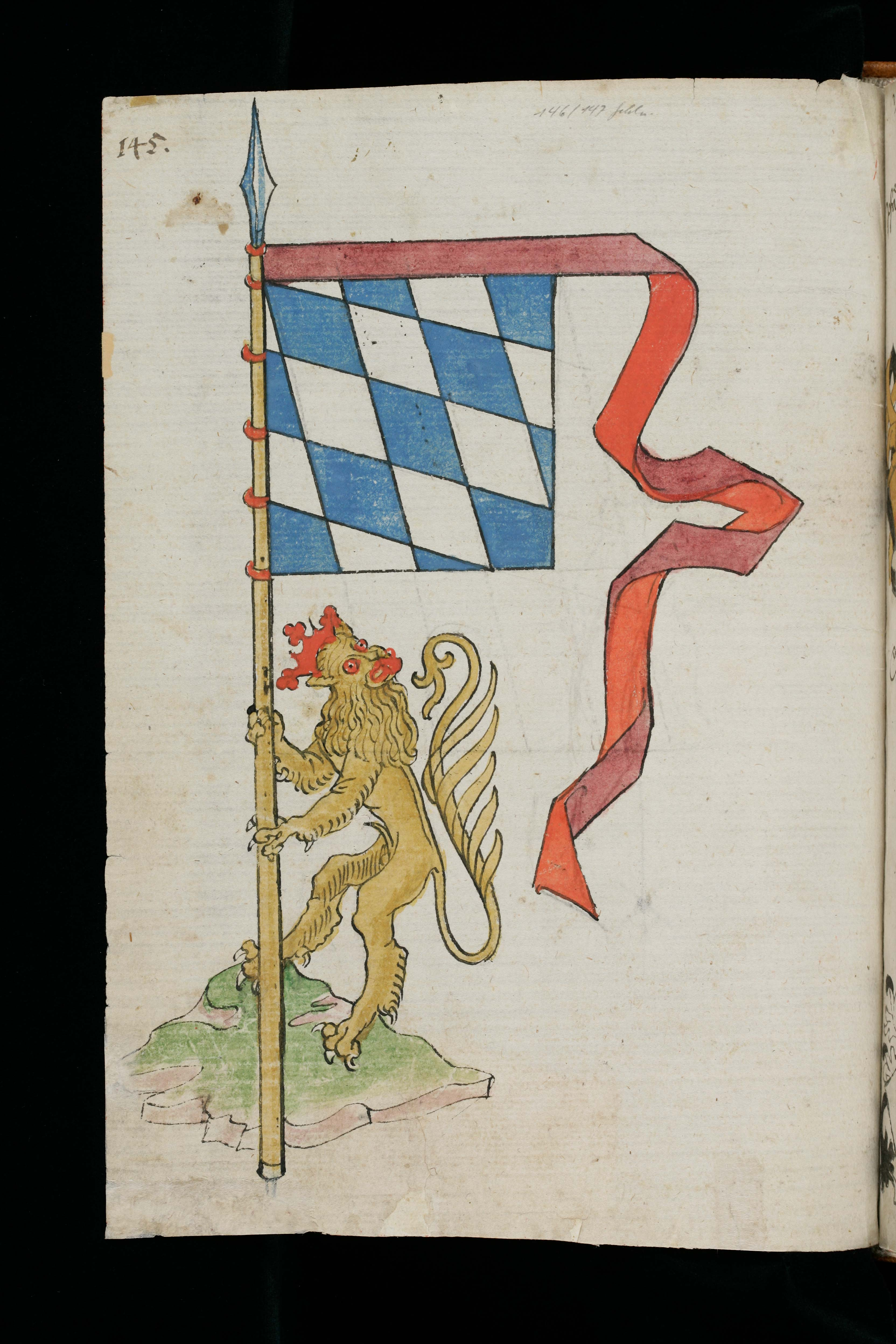
Biểu ngữ Quảng trường Bayern ở Wappenbuch des St. Galler Abtes Ulrich Rösch, thế kỷ 15

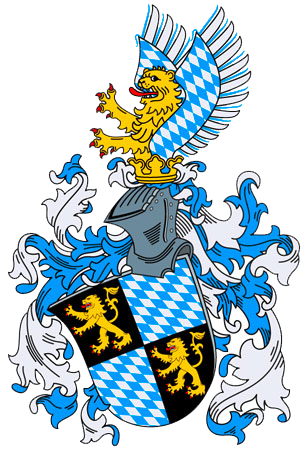
Gia huy của Nhà Wittelsbach sau này

Trong thế kỷ 14 và 15, 2 vùng thượng và hạ Bayern nhiều lần được chia nhỏ. Bốn Nữ tước tồn tại sau sự phân chia năm 1392: Bayern-Straubing, Bayern-Landshut, Bayern-Ingolstadt và Bayern-Munich. Các công tước này thường gây chiến với nhau. Công tước Albrecht IV của Bayern-Munich thống nhất Bayern vào năm 1503 thông qua chiến tranh và chế độ con trưởng thừa kế. Tuy nhiên, các trụ sở ban đầu của Bayern là Kufstein, Kitzbühel và Rattenberg ở Tirol đã bị mất vào năm 1504.
Bất chấp sắc lệnh năm 1506, con trai cả của Albrecht IV là Wilhelm IV buộc phải chia sẻ quyền lực cho anh trai Ludwig X vào năm 1516, một thỏa thuận kéo dài cho đến khi Ludwig qua đời vào năm 1545. Wilhelm tuân theo chính sách đối đầu với nhà Habsburg truyền thống của nhà Wittelsbach cho đến năm 1534, ông thực hiện một hiệp ước tại Linz với Ferdinand I, vua của Vương quốc Bohemia (Hungary và Bohemia). Mối liên kết này được củng cố vào năm 1546 khi hoàng đế Karl V nhận được sự giúp đỡ của Wilhelm IV trong cuộc chiến tranh giành liên minh Schmalkalden khi hứa với Wilhelm IV sẽ để ông kế vị ngai vàng Bohemia, và chức tuyển hầu tước của sứ quân bá tước sông Rhine được hưởng. Wilhelm cũng đã làm được nhiều điều quan trọng trong việc bảo đảm Bayern là một quốc gia Công giáo. Các học thuyết cải cách đã đạt được tiến bộ đáng kể trong công quốc khi công tước giành được nhiều quyền đối với các giám mục và tu viện từ giáo hoàng. Sau đó, ông áp dụng các biện pháp để đàn áp những người cải cách, nhiều người trong số họ đã bị trục xuất; trong khi các tu sĩ Dòng Tên, những người mà ông mời vào công quốc năm 1541, đã thành lập Trường Cao đẳng Dòng Tên Ingolstadt làm trụ sở chính của họ ở Đức. Wilhelm, người đã qua đời vào tháng 3 năm 1550 và được kế vị bởi con trai của ông là Albrecht V, người đã kết hôn với con gái của Ferdinand I. Đầu triều đại của mình, Albrecht đã nhượng bộ một số nhà cải cách vốn vẫn còn nhiều quyền lực ở Bayern; khoảng năm 1563, ông thay đổi thái độ, ủng hộ các sắc lệnh của Công đồng Trentô và thúc đẩy Phong trào Phản Cải cách. Khi giáo dục chuyển giao bằng cấp vào tay các tu sĩ Dòng Tên, sự phát triển của đạo Tin lành đã thực sự bị kiểm soát ở Bayern.
Công tước kế vị, Wilhelm V, con trai của Albrecht, đã nhận được một nền giáo dục Dòng Tên và thể hiện sự gắn bó sâu sắc với các giáo lý Dòng Tên. Ông đảm bảo chức Tổng giám mục Köln cho em trai mình là Ernst von Bayern vào năm 1583 và chức vụ này vẫn nằm trong tay nhà Wittelsbach trong gần 200 năm. Năm 1597, ông thoái vị để ủng hộ con trai mình là Maximilian I.
Lúc mới đăng ngôi, Maximilian I nhận thấy công quốc ngập đầu trong nợ nần và đầy rẫy rối loạn. Mười năm cai trị mạnh mẽ của ông đã tạo ra một sự thay đổi đáng kể. Hệ thống tài chính và tư pháp được tổ chức lại, một lớp công chức và dân quân quốc gia được thành lập, một số quận nhỏ được đặt dưới quyền cai trị của công tước. Kết quả là sự thống nhất và trật tự trong công quốc giúp Maximilian đóng một vai trò quan trọng trong Chiến tranh Ba mươi năm; trong những năm trước đó, ông đã rất thành công khi giành được Thượng Pfalz và chức tuyển hầu tước đã được hưởng từ năm 1356 do là nhánh lớn của gia tộc Wittelsbach. Tuyển hầu quốc Bayern sau này bao gồm hầu hết các vùng Thượng Bayern, Hạ Bayern và Thượng Pfalz ngày nay.